# Rhizomnium andrewsianum
Rhizomnium andrewsianum là một loài Rêu trong họ Mniaceae. Loài này được (Steere) T.J. Kop. mô tả khoa học đầu tiên năm 1968.